# プチ・ル・マン
プチ・ル・マン（Petit Le Mans、フランス語で「小さなル・マン」の意味）は、アメリカ合衆国ジョージア州ブラセルトンにあるロード・アトランタで毎年開催されるスポーツカー耐久レース。

## 概要
ロード・アトランタのオーナーのドン・パノスによってプチ・ル・マンは創設された。フランス西部自動車クラブ（ACO）が主催するル・マン24時間レースに準じたルールを、修正を若干加えて本レースに適用し、IMSA GT選手権の1戦として1998年の10月に第1回のレースが開催された。翌1999年には、アメリカン・ル・マン・シリーズ(ALMS)のシリーズ・レースのひとつとなった。2010年と2011年のレースではインターコンチネンタル・ル・マン・カップの選手権レースも兼ねていたが、2012年のレースでは、その年に新しくスタートしたFIA 世界耐久選手権の開催スケジュールから外れ、替わりにバーレーンが選ばれていた。その開催カレンダーが公表された後、多くの論争を引き起こした。2014年には、ALMSに替わってその年にスタートしたユナイテッド・スポーツカー選手権のシリーズ・レースのひとつとなった。
1998年から2013年までは、プチ・ル・マンは1,000マイル(1,600km)の走行距離の上限（おおよそ394周に相当する）に到達するか、10時間のレース時間の上限に到達するまでレースが行われる。例外は2009年のレースで、雨で中断して1,000マイル(1,600km)の走行距離に到達せずにレースが終了している。2014年以降は、走行距離の制限は撤廃され10時間のレース時間の上限の規定のみとなった。レースカー1台につき2人または3人のチームを組んで争うクラス優勝に加えて、LMP（ル・マン・プロトタイプ）とLMGT（ル・マン・GT、カテゴリの詳細はプロトタイプレーシングカーの記事などを参照）に分割された異なるカテゴリー間でも総合順位が争われる。本レースのクラス優勝者は翌年のル・マン 24時間レースの招待状を自動的に受け取ることが出来たが、2012年よりレギュレーションからその規定は削除された。
リナルド・カペッロは、2000年、2002年、2006年、2007年及び2008年の5回の最多優勝の記録を持つ。
2014年以降はUSCC（ユナイテッド・スポーツカー選手権）内の、NAEC（ノースアメリカ・エンデュランスカップ）の一戦となっている。
2015年は初めてGTカーが、プロトタイプカーを抑えて優勝している。豪雨でコンチネンタルのワンメイクタイヤを履くプロトタイプカー勢がグリップに苦しむ中、タイヤ競争のあったGTLMクラスのミシュラン勢が実力を発揮して総合上位に上がった。レースは2時間余りを残してレース終了が宣言され、ポルシェ・911 RSRが優勝を果たした。

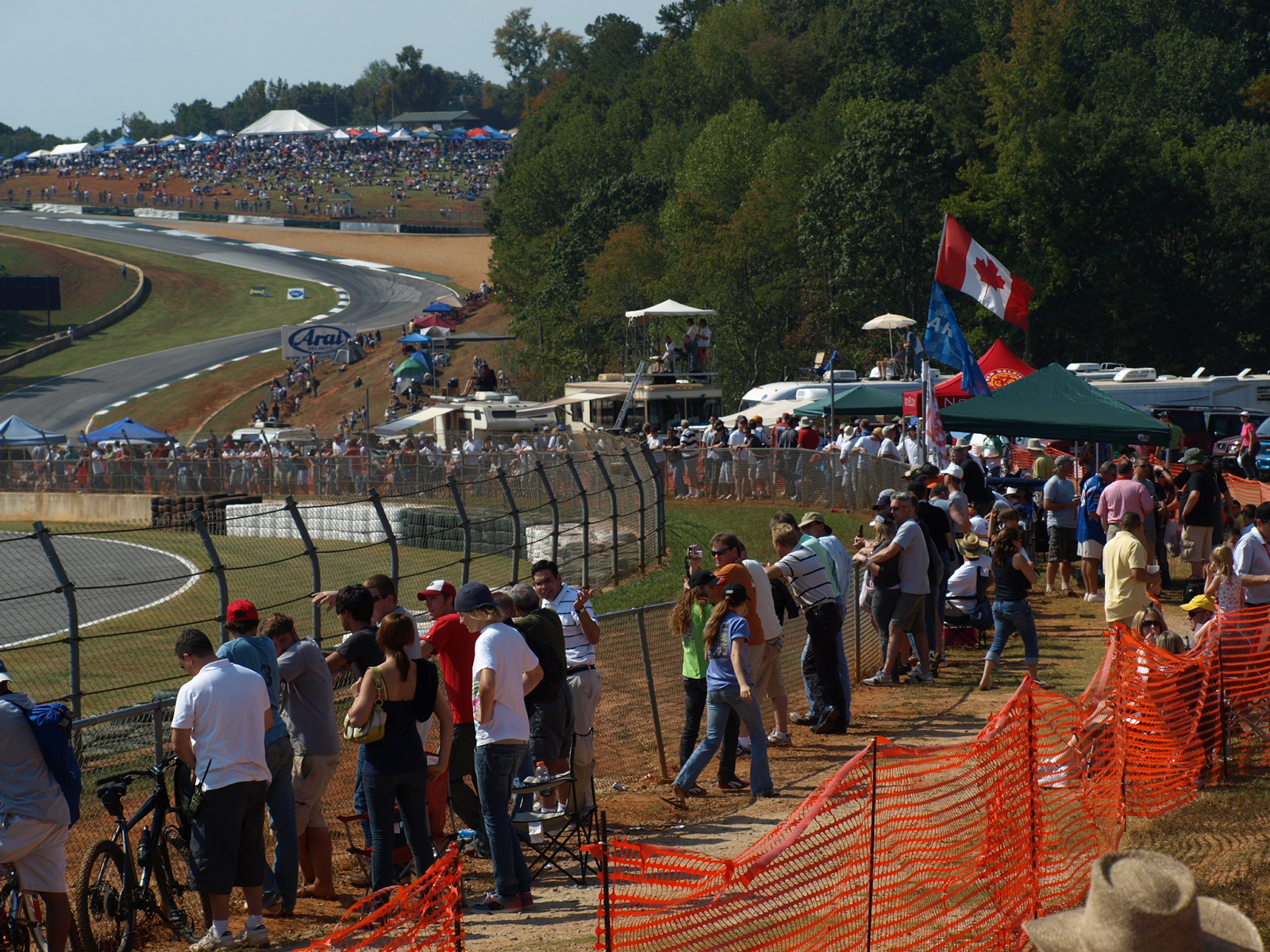
多数の観衆たち（2008年）
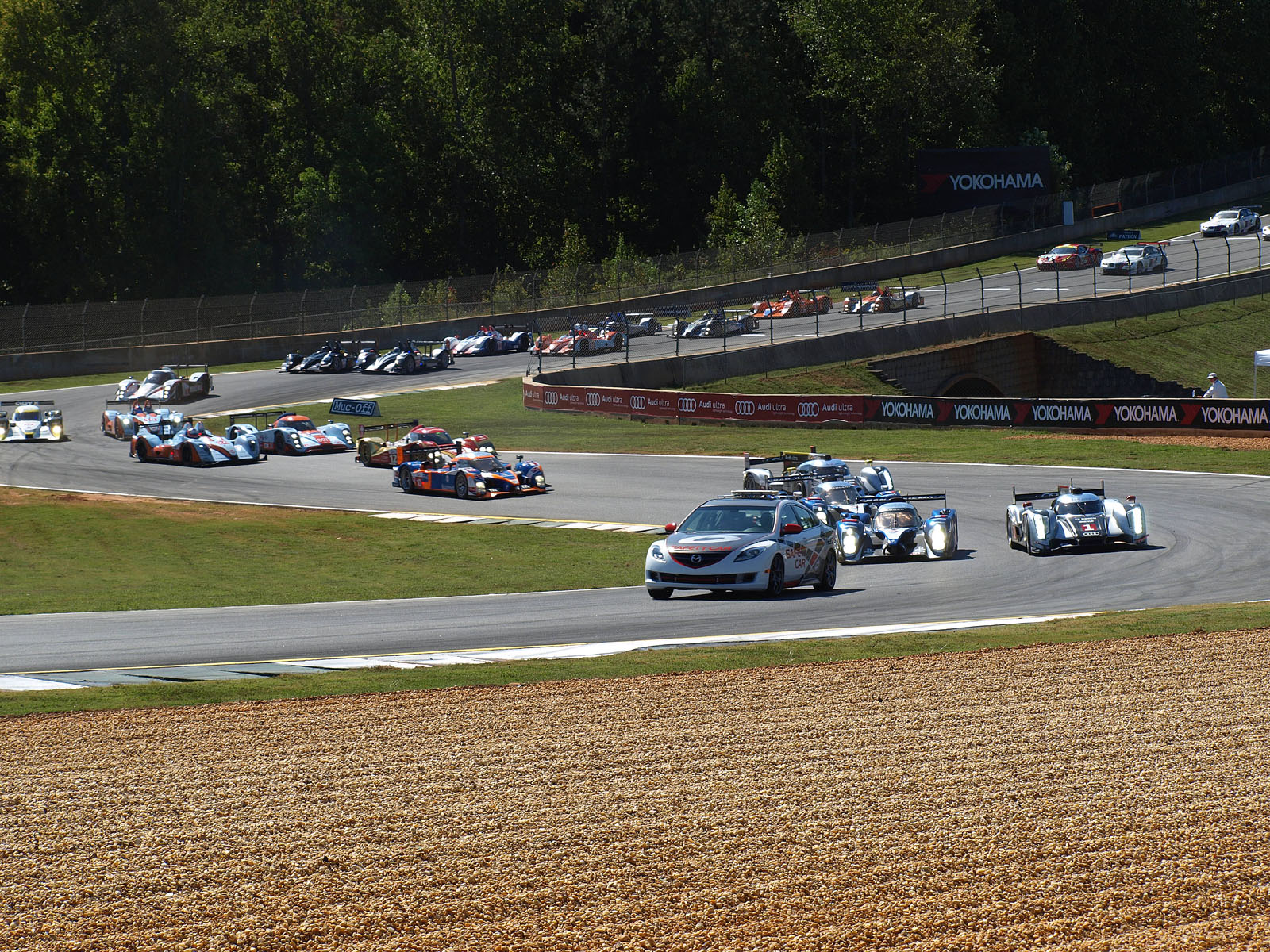
2011年

## レースの記録（総合優勝者のみ）
| 年     | ドライバー                                                                   | チーム                                                       | シャシー - エンジン                  | 周回数 | 選手権                                                                  |
| ------ | ---------------------------------------------------------------------------- | ------------------------------------------------------------ | ------------------------------------ | ------ | ----------------------------------------------------------------------- |
| 1998年 | エリック・ヴァン・デ・ポール ウェイン・テイラー エマニュエル・コラール       | ドイル-リシ・レーシング                                      | フェラーリ・333SP                    | 391    | プロフェッショナル・スポーツカー・レーシング選手権                      |
| 1999年 | デビッド・ブラバム エリック・ベルナール アンディ・ウォレス                   | パノス・モータースポーツ                                     | パノス・LMP-1 ロードスターS-フォード | 394    | アメリカン・ル・マン・シリーズ                                          |
| 2000年 | アラン・マクニッシュ リナルド・カペッロ ミケーレ・アルボレート               | アウディスポーツ・ノースアメリカ                             | アウディ・R8                         | 394    | アメリカン・ル・マン・シリーズ                                          |
| 2001年 | フランク・ビエラ エマニュエル・ピロ                                          | アウディスポーツ・ノースアメリカ                             | アウディ・R8                         | 394    | アメリカン・ル・マン・シリーズ ル・マン・シリーズ                       |
| 2002年 | トム・クリステンセン リナルド・カペッロ                                      | アウディスポーツ・ノースアメリカ                             | アウディ・R8                         | 394    | アメリカン・ル・マン・シリーズ                                          |
| 2003年 | J.J.レート ジョニー・ハーバート                                              | ADT チャンピオン・レーシング                                 | アウディ・R8                         | 394    | アメリカン・ル・マン・シリーズ                                          |
| 2004年 | マルコ・ヴェルナー J.J.レート                                                | ADT チャンピオン・レーシング                                 | アウディ・R8                         | 394    | アメリカン・ル・マン・シリーズ                                          |
| 2005年 | フランク・ビエラ エマニュエル・ピロ                                          | ADT チャンピオン・レーシング                                 | アウディ・R8                         | 394    | アメリカン・ル・マン・シリーズ                                          |
| 2006年 | リナルド・カペッロ アラン・マクニッシュ                                      | アウディスポーツ・ノースアメリカ                             | アウディ・R10 TDI                    | 394    | アメリカン・ル・マン・シリーズ                                          |
| 2007年 | アラン・マクニッシュ リナルド・カペッロ                                      | アウディスポーツ・ノースアメリカ                             | アウディ・R10 TDI                    | 394    | アメリカン・ル・マン・シリーズ                                          |
| 2008年 | アラン・マクニッシュ リナルド・カペッロ エマニュエル・ピロ                   | アウディスポーツ・ノースアメリカ                             | アウディ・R10 TDI                    | 394    | アメリカン・ル・マン・シリーズ                                          |
| 2009年 | フランク・モンタニー ステファン・サラザン                                    | チーム・プジョー・トタル                                     | プジョー・908 HDi FAP                | 184    | アメリカン・ル・マン・シリーズ                                          |
| 2010年 | フランク・モンタニー ステファン・サラザン ペドロ・ラミー                     | チーム・プジョー・トタル                                     | プジョー・908 HDi FAP                | 394    | アメリカン・ル・マン・シリーズ インターコンチネンタル・ル・マン・カップ |
| 2011年 | フランク・モンタニー ステファン・サラザン アレクサンダー・ヴルツ             | チーム・プジョー・トタル                                     | プジョー・908                        | 394    | アメリカン・ル・マン・シリーズ インターコンチネンタル・ル・マン・カップ |
| 2012年 | ニール・ジャニ ニコラ・プロスト アンドレア・ベリッキ                         | レベリオン・レーシング                                       | ローラ・B12/60-トヨタ                | 394    | アメリカン・ル・マン・シリーズ ヨーロピアン・ル・マン・シリーズ         |
| 2013年 | ニール・ジャニ ニコラ・プロスト ニック・ハイドフェルド                       | レベリオン・レーシング                                       | ローラ・B12/60-トヨタ                | 394    | アメリカン・ル・マン・シリーズ                                          |
| 2014年 | ジョーダン・テイラー リッキー・テイラー マックス・アンジェレッリ             | ウェイン・テイラー・レーシング                               | シボレー・コルベット DP              | 400    | ユナイテッド・スポーツカー選手権                                        |
| 2015年 | ニック・タンディ パトリック・ピレ リヒャルト・リーツ                         | ポルシェ・ノースアメリカ                                     | ポルシェ・911 RSR                    | 199    | ユナイテッド・スポーツカー選手権                                        |
| 2016年 | ジョン・ピュー オズワルド・ネグリJr. オリヴィエ・プラ                        | マイク・シャンク・レーシング                                 | リジェ・JS P2-ホンダ                 | 412    | ウェザーテック・スポーツカー選手権                                      |
| 2017年 | ライアン・ダルジール ブレンドン・ハートレイ スコット・シャープ               | テキーラ・パトロン ESM                                       | 日産・オンローク・DPi                | 402    | ウェザーテック・スポーツカー選手権                                      |
| 2018年 | ライアン・ハンター＝レイ ジョーダン・テイラー レンガー・ヴァン・デル・ザンデ | ウェイン・テイラー・レーシング                               | キャデラック・DPi-V.R                | 443    | ウェザーテック・スポーツカー選手権                                      |
| 2019年 | フェリペ・ナスル ピポ・デラーニ エリック・カラン                             | ウィレン・エンジニアリング・レーシング                       | キャデラック・DPi-V.R                | 465    | ウェザーテック・スポーツカー選手権                                      |
| 2020年 | レンガー・ヴァン・デル・ザンデ ライアン・ブリスコー スコット・ディクソン     | コニカミノルタ・キャデラック                                 | キャデラック・DPi-V.R                | 460    | ウェザーテック・スポーツカー選手権                                      |
| 2021年 | ジョナサン・ボマリト オリバー・ジャービス ハリー・ティンクネル               | マツダ・モータースポーツ                                     | マツダ・RT24-P                       | 410    | ウェザーテック・スポーツカー選手権                                      |
| 2022年 | トム・ブロンクビスト エリオ・カストロネベス オリバー・ジャービス             | メイヤー・シャンク・レーシング ウィズ カーブ・アガジャニアン | アキュラ・ARX-05                     | 423    | ウェザーテック・スポーツカー選手権                                      |
| 2023年 | トム・ブロンクビスト コリン・ブラウン エリオ・カストロネベス                 | メイヤー・シャンク・レーシング ウィズ カーブ・アガジャニアン | アキュラ・ARX-06                     | 397    | ウェザーテック・スポーツカー選手権                                      |
| 2024年 | セバスチャン・ボーデ レンガー・ヴァン・デル・ザンデ スコット・ディクソン     | キャデラック・レーシング                                     | キャデラック・Vシリーズ.R            | 443    | ウェザーテック・スポーツカー選手権                                      |

## レコード（総合優勝者のみ）

### 最多優勝記録（ドライバー別）
| 順位 | ドライバー           | 勝利数 | 年                        |
| ---- | -------------------- | ------ | ------------------------- |
| 1    | リナルド・カペッロ   | 5      | 2000年,2002年,2006-2008年 |
| 2    | アラン・マクニッシュ | 4      | 2000年,2006-2008年        |
| 3    | エマニュエル・ピロ   | 3      | 2001年,2005年,2008年      |
| 3    | フランク・モンタニー | 3      | 2009-2011年               |
| 3    | ステファン・サラザン | 3      | 2009-2011年               |
| 6    | J.J.レート           | 2      | 2003-2004年               |
| 6    | フランク・ビエラ     | 2      | 2001年,2005年             |
| 6    | ニール・ジャニ       | 2      | 2012-2013年               |
| 6    | ニコラ・プロスト     | 2      | 2012-2013年               |
| 6    | ジョーダン・テイラー | 2      | 2014,2018年               |

### 最多優勝記録（コンストラクター別）
| 順位 | コンストラクター | 勝利数 | 年                 |
| ---- | ---------------- | ------ | ------------------ |
| 1    | アウディ         | 9      | 2000-2008年        |
| 2    | キャデラック     | 4      | 2018-2020年,2024年 |
| 3    | プジョー         | 3      | 2009-2011年        |
| 4    | ローラ           | 2      | 2012-2013年        |
| 4    | アキュラ         | 2      | 2022-2023年        |
| 6    | フェラーリ       | 1      | 1998年             |
| 6    | パノス           | 1      | 1999年             |
| 6    | シボレー         | 1      | 2014年             |
| 6    | ポルシェ         | 1      | 2015年             |
| 6    | リジェ           | 1      | 2016年             |
| 6    | 日産             | 1      | 2017年             |
| 6    | マツダ           | 1      | 2021年             |